# Consolidated Vultee Aircraft Corporation

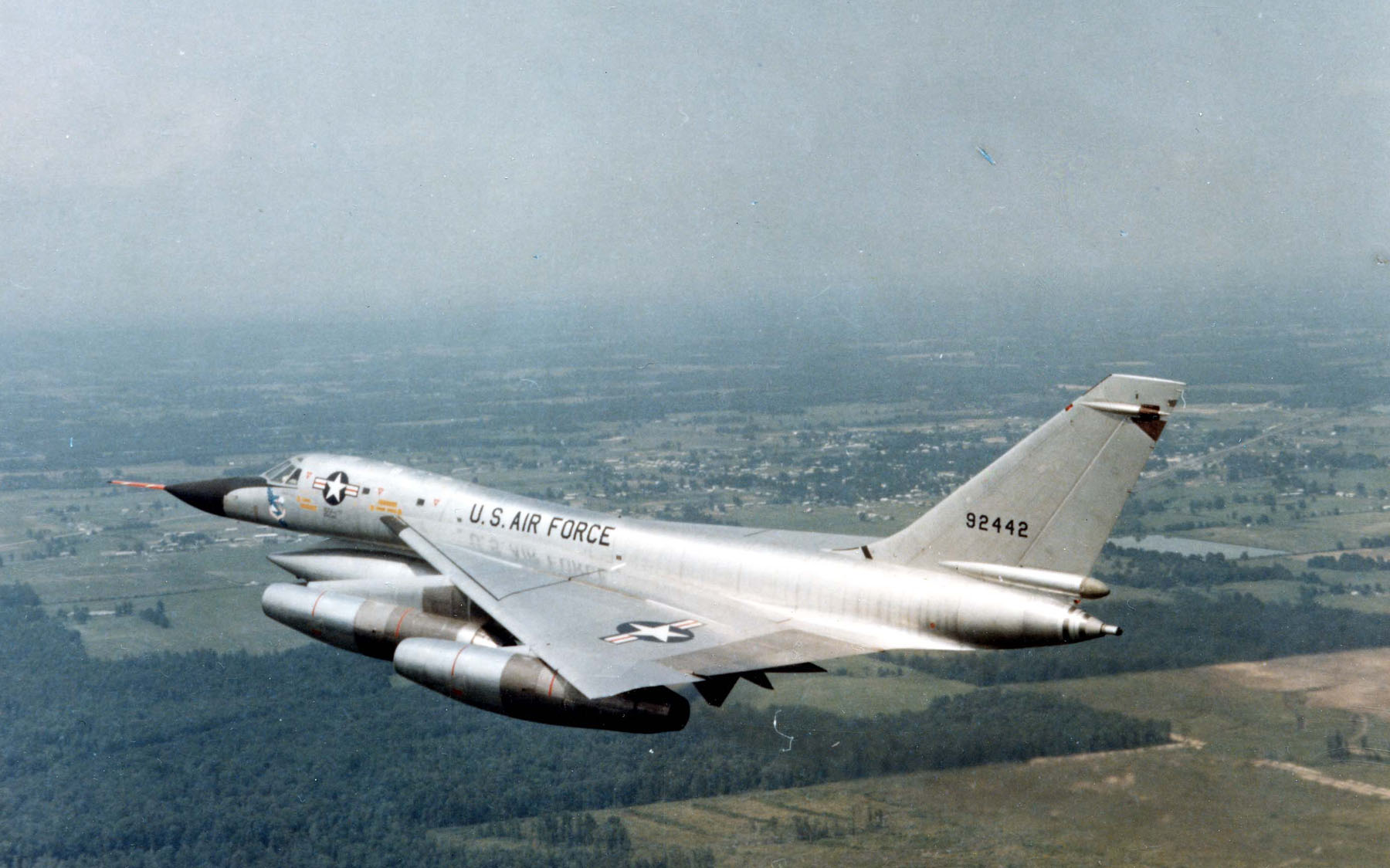
Eine Convair B-58 im Flug

Die Consolidated Vultee Aircraft Corporation, ab 1954 Convair war ein US-amerikanischer Flugzeug- und Raketenhersteller. Das durch Fusion von Vultee Aircraft und Consolidated Aircraft entstandene Unternehmen existierte von 1943 bis 1996. Erst ab 1954 wurde das bis dahin als umgangssprachliches Akronym benutzte Convair als offizielle Bezeichnung verwendet. Bedeutung erlangte das Unternehmen in der Entwicklung von Militärflugzeugen und in der Weltraumtechnik.

## Geschichte

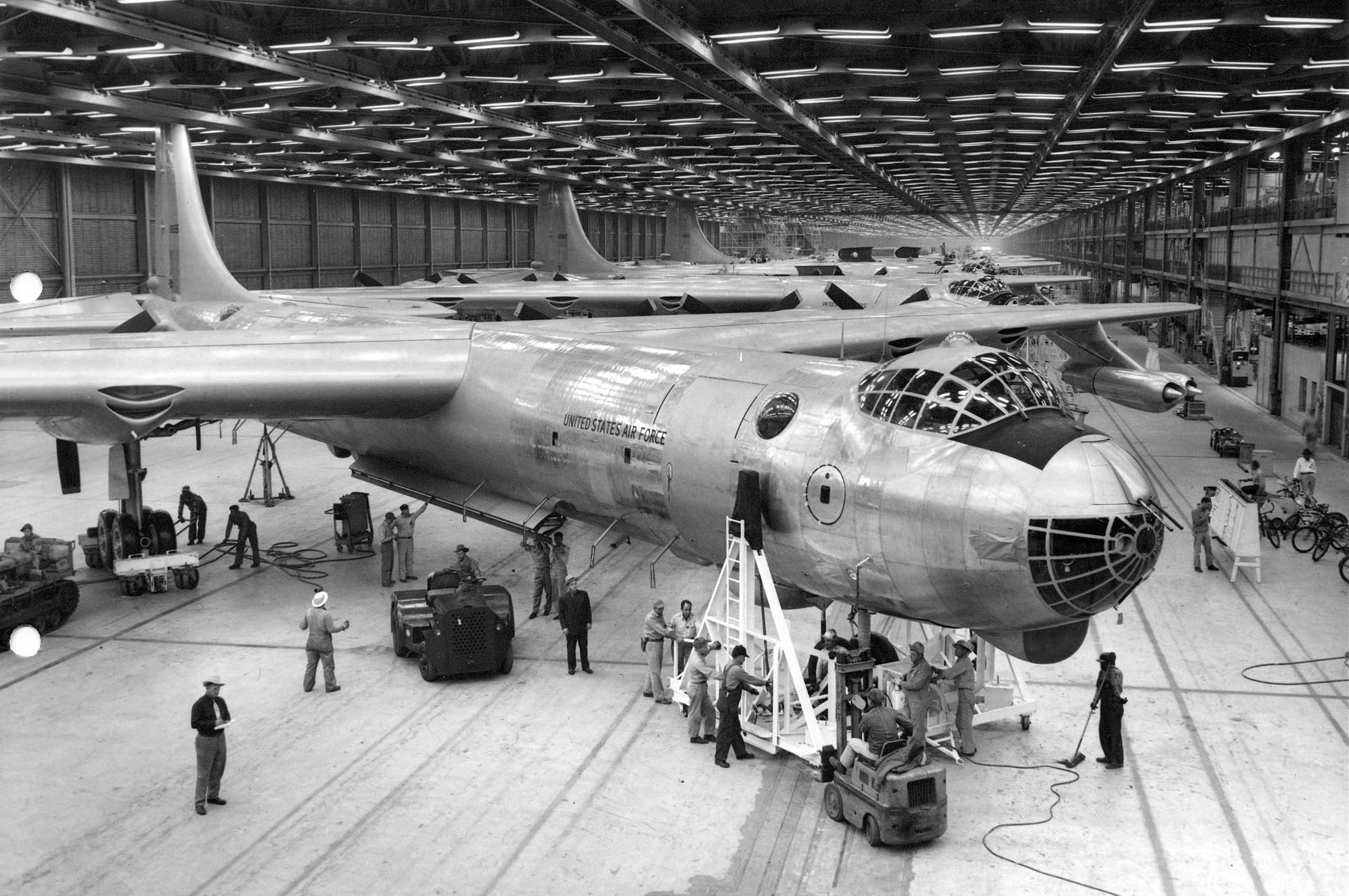
RB-36D im Bau bei Convair

Consolidated Vultee entstand im März 1943 aus der Vereinigung der Flugzeugbauer Vultee und Consolidated Aircraft. Grund war die Anforderung an die Herstellung eines neuen Langstreckenbombers, der von US-amerikanischen Stützpunkten aus gegen Japan und Deutschland eingesetzt werden sollte. Aus diesem Projekt ging die Convair B-36 „Peacemaker“ hervor.
Im April 1954 schloss sich Consolidated Vultee der General-Dynamics-Gruppe an und trat seitdem als Convair Division of General Dynamics auf. Zu diesem Zeitpunkt unterhielt Convair Fertigungsstätten in San Diego, Pomona und Fort Worth.
1994 wurde Convair an McDonnell Douglas verkauft und 1996 in den Konzern eingegliedert.

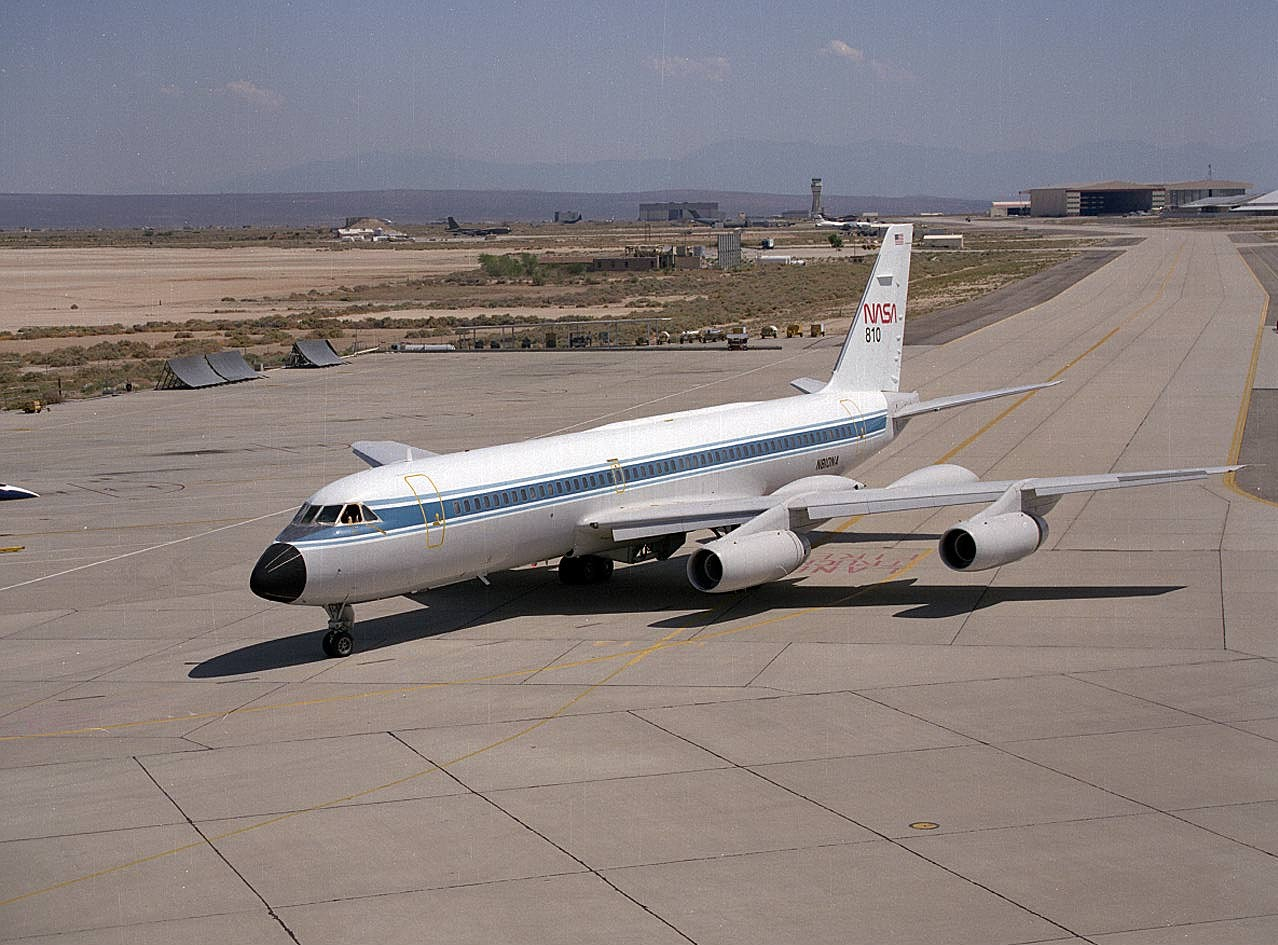
Convair CV-990 Coronado

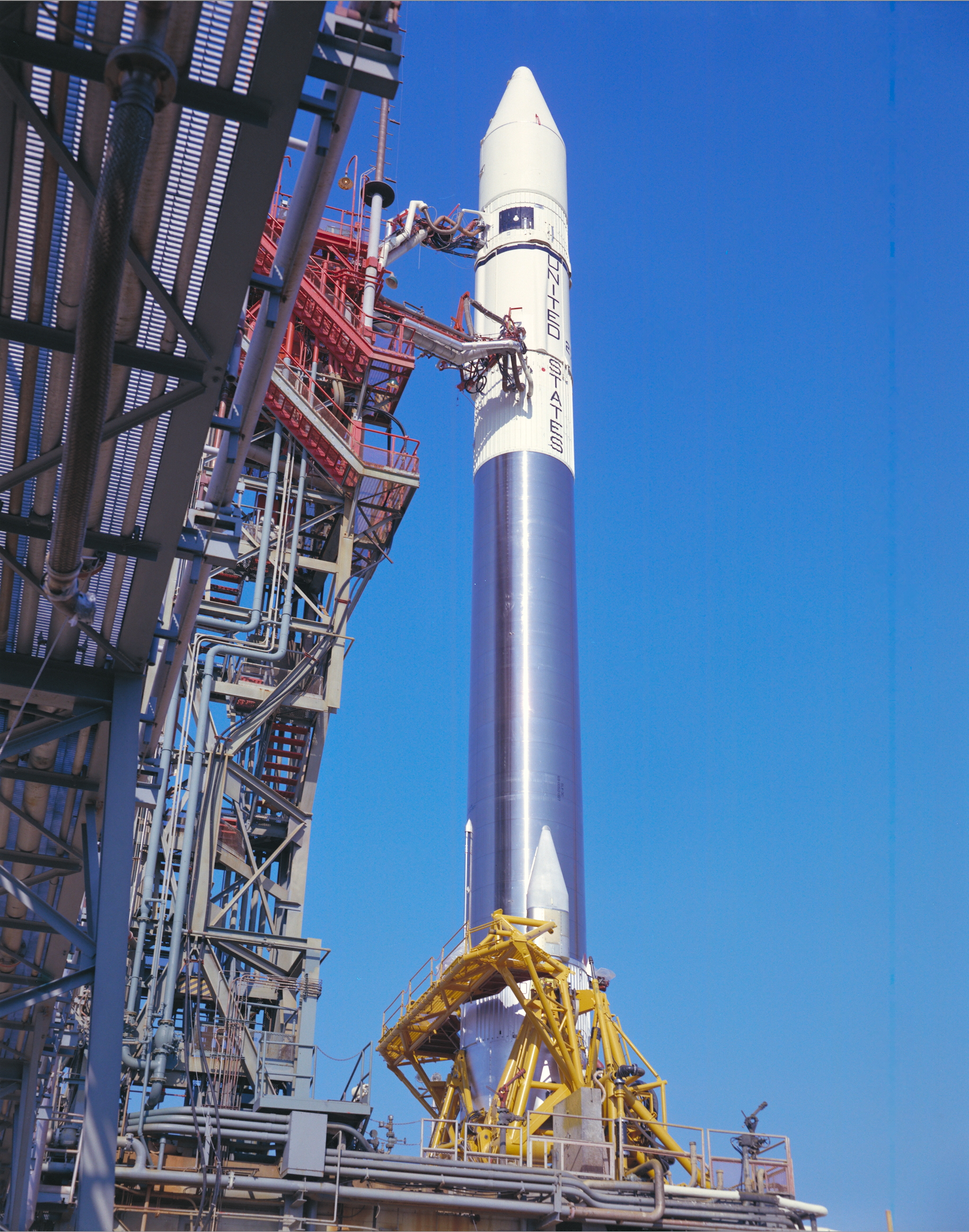
Atlas Centaur mit Pioneer 10 auf der Startrampe 36, 1972

## Produkte

### Flugzeuge
Insbesondere im militärischen Bereich war Convair konkurrenzfähig. So entwickelte das Unternehmen mit der XF-92 und F-102 die ersten Deltaflügelflugzeuge mit Strahlantrieb der USAF. Die nachfolgende B-58 war der erste Überschallbomber der Welt. Im zivilen Bereich wurde Convair nach Ende des Zweiten Weltkriegs mit den Mustern CV-240, CV-340 und CV-440 zum erfolgreichsten Hersteller dieser Größenklasse. Es handelte sich dabei um zweimotorige Kurz- und Mittelstrecken-Verkehrsflugzeuge mit dem damals bei Zivilflugzeugen noch zeitgemäßen Kolbenmotor-Propellerantrieb. Einige davon wurden in den 1960er-Jahren zu Turbopropflugzeugen weiterentwickelt.
Mit Beginn des Jet-Zeitalters Ende der 1950er-Jahre entwickelte Convair die für den Mittel- und Langstreckenverkehr ausgelegten vierstrahligen Typen CV-880 und CV-990. Diese konnten jedoch nicht gegen die bereits etablierte Konkurrenz von Boeing und Douglas bestehen. Sie waren für besonders hohe Reisegeschwindigkeiten ausgelegt, entsprachen mit dem deswegen sehr schmalen Rumpf und dementsprechend geringer Passagierkapazität jedoch nicht den Wünschen der meisten Fluggesellschaften. Durch diese Fehlplanungen geriet Convair in den 1960er-Jahren in finanzielle Schwierigkeiten. Die Verluste aus Konstruktion und Herstellung der Typen CV-880 und 990 beliefen sich auf 425 Millionen US-Dollar. Bezogen auf das Jahr 1963, in dem die CV-990-Produktion endete, entspricht dies unter Berücksichtigung der Inflation einem heutigen Wert von rund 3,8 Milliarden US-Dollar. Dies stellt bis dato den größten Misserfolg dar, den ein Flugzeughersteller überleben konnte, ohne bankrottzugehen.
Die Convair-Flugzeugproduktion endete 1965. Danach lieferte das Unternehmen nur noch Teile für die McDonnell Douglas DC-10 und McDonnell Douglas MD-11 und konzentrierte sich auf den Bau von Raketen sowie als Zulieferer der Luft- und Raumfahrtindustrie.

### Raketen
Bereits 1951 bekam Convair den Auftrag, eine Interkontinentalrakete  für den Einsatz von Atomwaffen zu entwickeln. Daraus entstand die Trägerrakete Atlas, die am 18. Dezember 1958 erstmals startete. Mit einer solchen weiterentwickelten Rakete wurde John Glenn 1962 zum ersten US-amerikanischen Astronauten, der die Erde umrundete. Zusammen mit der ebenfalls von Convair entwickelten Centaur-Stufe wurde die Atlas-Rakete für etwa dreißig Jahre das wichtigste Mittel der Amerikaner, um Satelliten in den Orbit zu bringen.
Als Komponentenzulieferer baute das Unternehmen Sektionen für das Space Shuttle und war am Tomahawk-Flugkörperprogramm beteiligt.

### Flugauto Convaircar
1946 gab es mit dem Model 116 und 1947 mit dem weiterentwickelten Model 118 Versuche mit einem Flugauto. Die Karosserie bestand aus Glasfaserkunststoff. Ein Motor von Crosley Motors sorgte für den Antrieb auf der Straße und ein Motor von Lycoming für den Antrieb in der Luft. Nachdem erfolgreich drei Flüge absolviert waren, kam es aufgrund Benzinmangels zu einer Bruchlandung. Daraufhin wurde das Projekt aufgegeben.